# Telemobiloscopi
El telemobiloscopi es considera el primer radar real (descrit a la com s'ha que va ser desenvolupat per l'inventor alemany Christian Hülsmeyer.

## Història
El 22 de setembre de 1904 es va concedir una patent al telemobiloscopi (amb el nom d'aparell de projecció i recepció d'ones hertzianes adaptat per indicar o advertir de la presència d'un cos metàl·lic, com un vaixell o un tren, a la línia de projecció d'aquest tipus). ones)..
Al principi, l'abast del telemobiloscopi era només d'uns pocs quilòmetres, i encara que es va poder ampliar una mica més tard, l'ús del telemobiloscopi es va veure eclipsat per un altre nou invent, el telègraf d'espurna, i l'amargat Hülsmeyer no va continuar desenvolupant l'aparell.

## Ús
Al principi, l'abast del telemobiloscopi era només d'uns pocs quilòmetres, i encara que es va poder ampliar una mica més tard, l'ús del telemobiloscopi es va veure eclipsat per un altre nou invent, el telègraf d'espurna, i l'amargat Hülsmeyer no va continuar desenvolupant l'aparell.